# Die Clique (Film)
Die Clique ist ein 1965 gedrehter, zweieinhalbstündiger US-amerikanischer Ensemble-Film von Sidney Lumet mit einer Reihe von zu dieser Zeit recht jungen und noch nicht sonderlich bekannten Schauspielern, darunter auch die damals 19-jährige Candice Bergen, die hier ihren Einstand vor der Kamera gab. Die Geschichte basiert auf dem 1963 publizierten Roman The Group von Mary McCarthy.

## Handlung
New York 1933. Während die Wirtschaftskrise das Land fest im Griff hat, schließen acht junge Frauen, die titelgebende Clique, ihre College-Ausbildung ab und blicken trotz allem zuversichtlich in ihre Zukunft. Für sie alle ist jetzt die Zeit der Trennung gekommen: Die Anführerin der kleinen Truppe, die sehr junge und elegante Elinor Eastlake, die von allen aufgrund ihres Nachnamens nur „Lakey“ genannt wird, verlässt die USA, um für längere Zeit nach Europa zu gehen.
Dottie aus Boston, Angehörige der Ostküstenoberschicht, gibt ihr geordnetes Leben auf, um die Geliebte eines Künstlers aus Greenwich Village zu werden. Doch nach nur einer Nacht muss sie erkennen, dass sie mit ihrer Zuwendung zu dem sarkastischen Maler einen Fehler gemacht hat. Aus der „großen Liebe“ wird nur eine kurze Affäre. Niedergeschlagen kehrt Dottie nach Neuengland zurück und geht eine als unvermeidlich erscheinende Ehe mit einem langweiligen Geschäftsmagnaten aus Arizona ein. Die ist zwar standesgemäß, aber auch sehr spießig und macht sie nicht glücklich.
Priss, eine ruhige und blasse junge Frau von zerbrechlich wirkender Erscheinung, kann ihren Traum, für das Armutbeseitigungs-Programm des neu gewählten Präsidenten Franklin D. Roosevelt aktiv zu werden, nicht umsetzen, denn der US-Kongress erklärt es für illegal. Stattdessen heiratet sie nolens volens einen ehrgeizigen Kinderarzt. Priss erleidet zwei Fehlgeburten, bevor sie schließlich einen Sohn zur Welt bringt. Das Beharren ihres Gatten darauf, dass ihr Kind gestillt wird, führt dazu, dass die ständig erschöpfte Priss physisch immer stärker abbaut.
Kay Strong ist ganz das Gegenteil ihres Namens; anstatt stark und selbstbewusst zu sein, erscheint sie zumeist nervös und unsicher. Sie hat den jungen Dramatiker Harold Peterson geheiratet. Um ihn nach allen Regeln zu unterstützen, nimmt sie einen Job im Kaufhaus Macy’s an. Doch der Gatte erweist sich als ebenso labil wie undankbar: Anstatt sich auf sein Talent zu konzentrieren, verfällt Peterson dem Alkohol und hintergeht seine Gattin mit anderen Frauen. Auf einer Party in ihrer Wohnung, bei der die gesamte Clique außer der in Europa weilenden Lakey anwesend ist, wird das Scheitern von Kays Ehe sowie das der Karriere ihres Mannes ganz offensichtlich.
Die etwas bodenständig-biedere, dafür aber recht praktisch veranlagte Polly Andrews nimmt in einem Krankenhaus einen Job an und hat eine kurze, aber unbefriedigend verlaufende Affäre mit einem verheirateten Mann, der die Beziehung zu seiner ihm mittlerweile entfremdeten Ehefrau nicht wirklich lösen will. Pragmatisch wie sie ist, trennt sich Polly daraufhin von diesem Liebhaber und plant, den Arzt Dr. Jim Ridgeley zu heiraten.
Helena Davison gilt ein wenig als die Prinzessin der Clique: sie ist reich, besitzt viele Talente und war stets die Klassenbeste. Sie würde gern als Lehrerin unterrichten, doch ihre Eltern stemmen sich dagegen und wollen verhindern, dass Helena ihren Traum ausleben kann. Schließlich beugt diese sich dem elterlichen Druck und gibt sich weitgehend einem Leben der Muße hin: Helena reist viel, sammelt alle Arten der Kunst und gibt die eine oder andere Teeparty. Darüber vergisst sie ihr privates Glück und bleibt ledig.
Die ehrgeizige, attraktive Libby MacAusland taucht nach dem Hochschulabschluss in New Yorks Literaturszene ein und wird mit ihren Aktivitäten recht erfolgreich. Doch sie bleibt kalt und unnahbar und damit menschlich allein.
Mary Prothero Beauchamp, von ihren Collegefreundinnen stets „Pokey“ genannt, versucht sich ein wenig orientierungslos in der Fliegerei und im Bereich der Tiermedizin, ehe sie zu einer braven Ehefrau wird und gleich zweimal Zwillinge zur Welt bringt.
Sechs Jahre sind seit dem großen Abschied ins Leben vergangen, und in diesen Jahren haben sich die Frauen der Clique unterschiedlich stark verändert. Man schreibt das Jahr 1939 und in Europa zeichnet sich ein neuer Krieg ab, woraufhin Lakey in die Staaten heimreist. Die Clique beschließt, anlässlich ihrer Rückkehr wieder zusammenzukommen und die Wiedervereinigung gebührend zu feiern. Lakey ist nicht allein gekommen, im Schlepptau hat sie eine maskulin wirkende weibliche Begleitung, und bald wird allen klar, dass Lakey ganz offensichtlich auf Frauen steht. Es ist das Frühjahr 1940, und auf einer Party, auf der Pollys Verlobung mit ihrem Arzt gefeiert werden soll, ertönt aus dem Radio die Meldung, dass die deutsche Wehrmacht in die Niederlande und Belgien einmarschiert sei. Schlagartig ist die fröhliche Stimmung dahin. Polly macht sich derweil Sorgen um Kay, denn deren Ehe mit dem gescheiterten Schriftsteller ist nun endgültig zerbrochen, woraufhin Kay einen Nervenzusammenbruch erleidet. Als dann Polly bei ihr anruft, ist sie vollkommen hysterisch und glaubt angesichts der Hiobsbotschaft aus dem Radio, dass bereits deutsche Flugzeuge über ihrem Kopf kreisen. Daraufhin lehnt sie sich weit aus dem Fenster, um im Himmel Ausschau zu halten, verliert dabei das Gleichgewicht und stürzt in die Tiefe. Die Geschichte endet auf Kays Begräbnis, wo sich die Clique zum letzten Mal trifft.

## Produktionsnotizen
Die Clique entstand 1965 mit Außenaufnahmen in New York City und wurde am 4. März 1966 in Detroit uraufgeführt. Die deutsche Premiere war am 5. August 1966.
Gene Callahan schuf die Filmbauten, Anna Hill Johnstone die Kostüme.

## Synchronisation
| Rolle                    | Darsteller       | Synchronsprecher      |
| ------------------------ | ---------------- | --------------------- |
| Elinor „Lakey“ Eastlake  | Candice Bergen   | Rosemarie Fendel      |
| Polly Andrews Ridgeley   | Shirley Knight   | Brigitte Grothum      |
| Kay Strong Peterson      | Joanna Pettet    | Marianne Mosa         |
| Libby MacAusland         | Jessica Walter   | Eva Pflug             |
| Helena Davison           | Kathleen Widdoes | Ingeborg Wellmann     |
| Dr. James „Jim“ Ridgeley | James Broderick  | Herbert Stass         |
| Harald Peterson          | Larry Hagman     | Reinhard Glemnitz     |
| Guy Leroy                | Hal Holbrook     | Claus Biederstaedt    |
| Dick Brown               | Richard Mulligan | Gert Günther Hoffmann |
| Henry Andrews            | Robert Emhardt   | Werner Lieven         |
| Norine Blake             | Carrie Nye       | Gisela Uhlen          |
| Sloan Crockett           | James Congdon    | Horst Keitel          |
| Brook Latham             | George Gaynes    | Arnold Marquis        |
| Mr. Davison              | Russel Hardie    | Curt Ackermann        |

## Kritiken
Der Film erhielt recht unterschiedliche Bewertungen. Nachfolgend eine kleine Auswahl:
Bosley Crowther ließ kein gutes Haar an Lumets Inszenierung und schrieb in der New York Times: „Sidney Lumet muss wohl scherzen. Sein Film aus Mary McCarthys Buch The Group ist eine so schwache und törichte Betrachtung einer Ansammlung von Leben nach der Collegezeit von acht jungen Damen aus der Vassar-Klasse von 1933, dass er einfach eine Parodie auf irgendetwas sein muss. […] Wenn nicht … ist dies der schlimmste Filmflop seit vielen Jahren.“
Im Lexikon des internationalen Films heißt es: „Ein erstaunlich flach, konventionell inszenierter und sich geschwätzig gebender Gesellschaftsfilm.“
Der Movie & Video Guide lobte von der Besetzung vor allem Joan Hackett und Shirley Knight und nannte den Film eine „uneinheitliche aber generell gute Adaption“ des Romanbestsellers.
Auch für Halliwell’s Film Guide war der Film „uneinheitlich aber eine allgemein faszinierende Serie von miteinander verflochtenen Abrissen und Charakterstudien“. Außerdem wurde auf die bemerkenswerte Ansammlung filmunerfahrener Talente aufmerksam gemacht.
Auf cinema.de heißt es: „Die liebevolle Adaption des ironischen ‚Skandalwälzers‘ von Mary McCarthy ist ausufernd, bietet aber ein Ensemble mit darstellerischer Klasse und ein facettenreiches Sittenbild der USA in den Dreißigerjahren.“